# Wasser- und Abwasserverband Elsterwerda

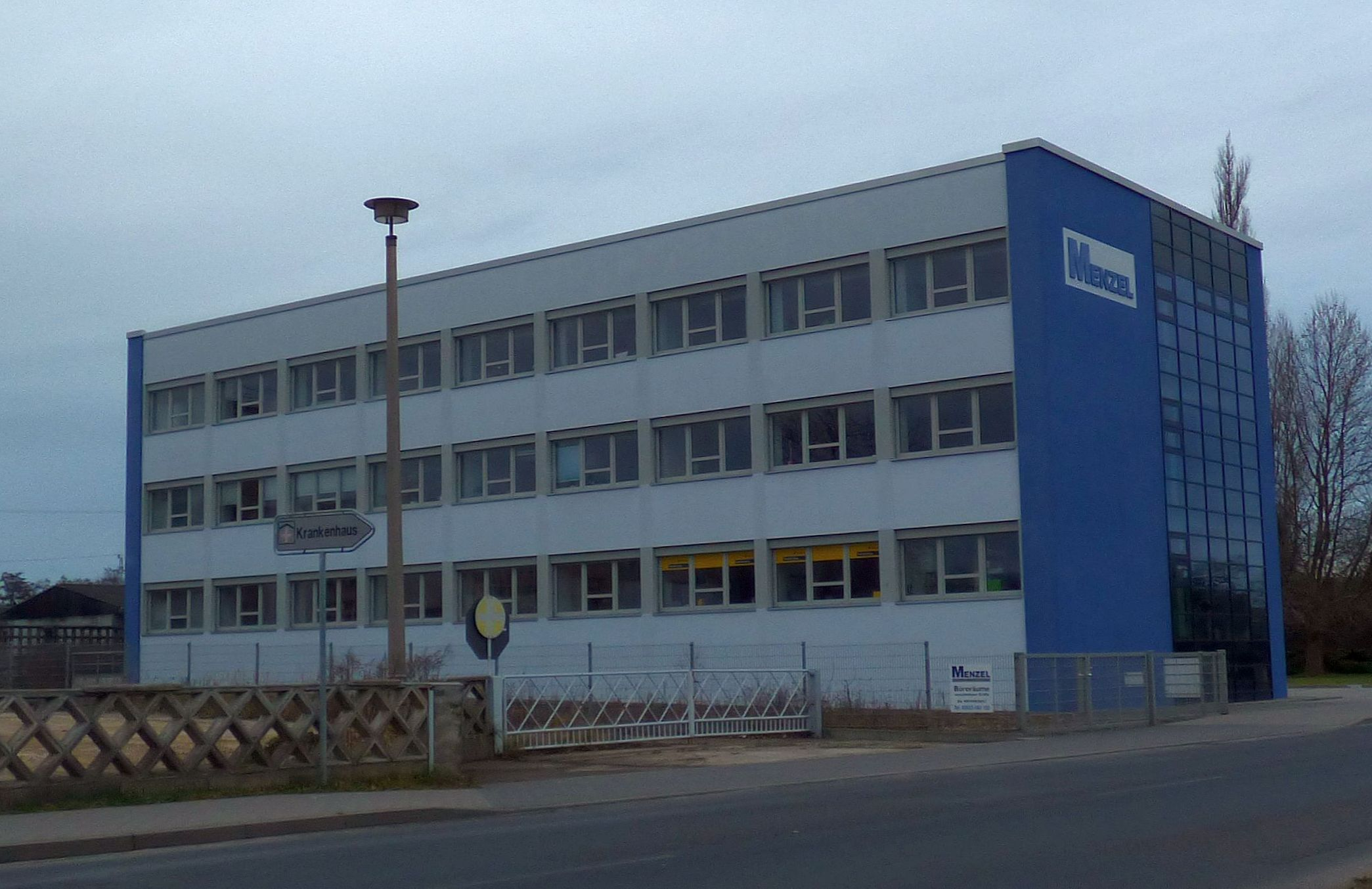
Firmensitz im Bürogebäude der Menzel Beton-Bausysteme GmbH in der Elsterwerdaer Weststraße

Der Wasser- und Abwasserverband Elsterwerda (kurz: WAV Elsterwerda) ist ein Verbund südbrandenburgischer Städte und Gemeinden zur Sicherstellung der öffentlichen Trinkwasserversorgung und Abwasserentsorgung im Landkreis Elbe-Elster. Der Sitz befindet sich in Elsterwerda.
Gegenwärtige Mitglieder des Verbandes sind die Städte Bad Liebenwerda und Elsterwerda sowie die Gemeinden Hohenleipisch, Röderland und Plessa. Er versorgt damit einen Großteil der Orte im Gebiet des einstigen Landkreises Bad Liebenwerda.

## Unternehmensgeschichte
Mit der Übernahme der Trink- und Schmutzwasseranlagen von der damals in der Liquidation befindlichen „Cottbuser Wasser und Abwasser AG“ (COWAG) erfolgte am 22. April 1995 offiziell die Gründung des Wasser- und Abwasserverbandes Elsterwerda. Die Betriebsführung übernahm zunächst die „Stadtwerk Elsterwerda GmbH“. Nach einer europaweiten Ausschreibung der Betriebsführung übernahm dann im Jahre 2002 die „envia AQUA GmbH“ Chemnitz diese. Seit 2013 ist die Betriebsführung in eigener Regie.

## Trinkwasserversorgung
Die Trinkwasserversorgung im Verbundgebiet erfolgt über die Wasserwerke in Oschätzchen, Theisa, Frauenhain, Fichtenberg und Merzdorf. Wobei der WAV Elsterwerda selbst über ein Wasserwerk und fünf Brunnen verfügt. Das Rohrleitungsnetz hat gegenwärtig eine Länge von etwa 300 Kilometern. Angeschlossen sind gegenwärtig über 8000 Haushalte, womit etwa 25000 Einwohner mit Trinkwasser versorgt werden.
| Oschätzchen | WAV Elsterwerda                               | – Elsterwerda mit dem Ortsteil Kraupa, – Bad Liebenwerda mit den Ortsteilen Dobra, Kröbeln, Oschätzchen, Prieschka, Zeischa, Zobersdorf – Hohenleipisch mit Ortsteil Dreska, – Röderland mit seinen Ortsteilen Haida, Würdenhain, Reichenhain und Saathain – Plessa mit den Ortsteilen Kahla, Plessa-Süd und Döllingen |
| Theisa      | Wasserverband „Kleine Elster“ Winkel          | – Thalberg und Theisa |
| Frauenhain  | Trinkwasser – Zweckverband Pfeifholz          | – Prösen und Stolzenhain |
| Fichtenberg | Wasserversorgung Riesa/Großenhain GmbH        | – Burxdorf, Kosilenzien, Langenrieth und Neuburxdorf |
| Merzdorf    | Wasser- und Abwasserzweckverband Schradenland | – Wainsdorf |

## Abwasserentsorgung
Die Entsorgung der Abwässer im Verbundgebiet erfolgt gegenwärtig für etwa 25000 Einwohner. Hinzu kommt die Abnahme von Schmutzwässern anderer Verbände. So verfügt das Schmutzwasserkanalnetz des WAV Elsterwerda gegenwärtig über eine Länge von 344 Kilometern, die des Niederschlagswasser-Netzes über etwa 65 Kilometer. Die Klärwerke des Verbundes befinden sich in  Bad Liebenwerda und Elsterwerda. Neben den Anschlüssen über ein umfangreiches Rohrleitungssystem, werden hier auch die Fäkalien der nichtanschließbaren Grundstücke mittels mobiler Fäkalentsorgungsfahrzeuge zur Kläranlage transportiert und gereinigt.

### Klärwerk Bad Liebenwerda
Das Klärwerk Bad Liebenwerda wurde kurz nach der Wende für etwa 20 Millionen D-Mark Baukosten errichtet und 1994 in Betrieb genommen. Hier werden die Abwässer der westlich gelegenen Orte Bad Liebenwerda, Kröbeln, Prieschka, Zeischa, Zobersdorf, Oschätzchen, Dobra, Reichenhain, Kosilenzien, Neuburxdorf, Thalberg, Möglenz, Lausitz und Theisa gereinigt.

### Klärwerk Elsterwerda

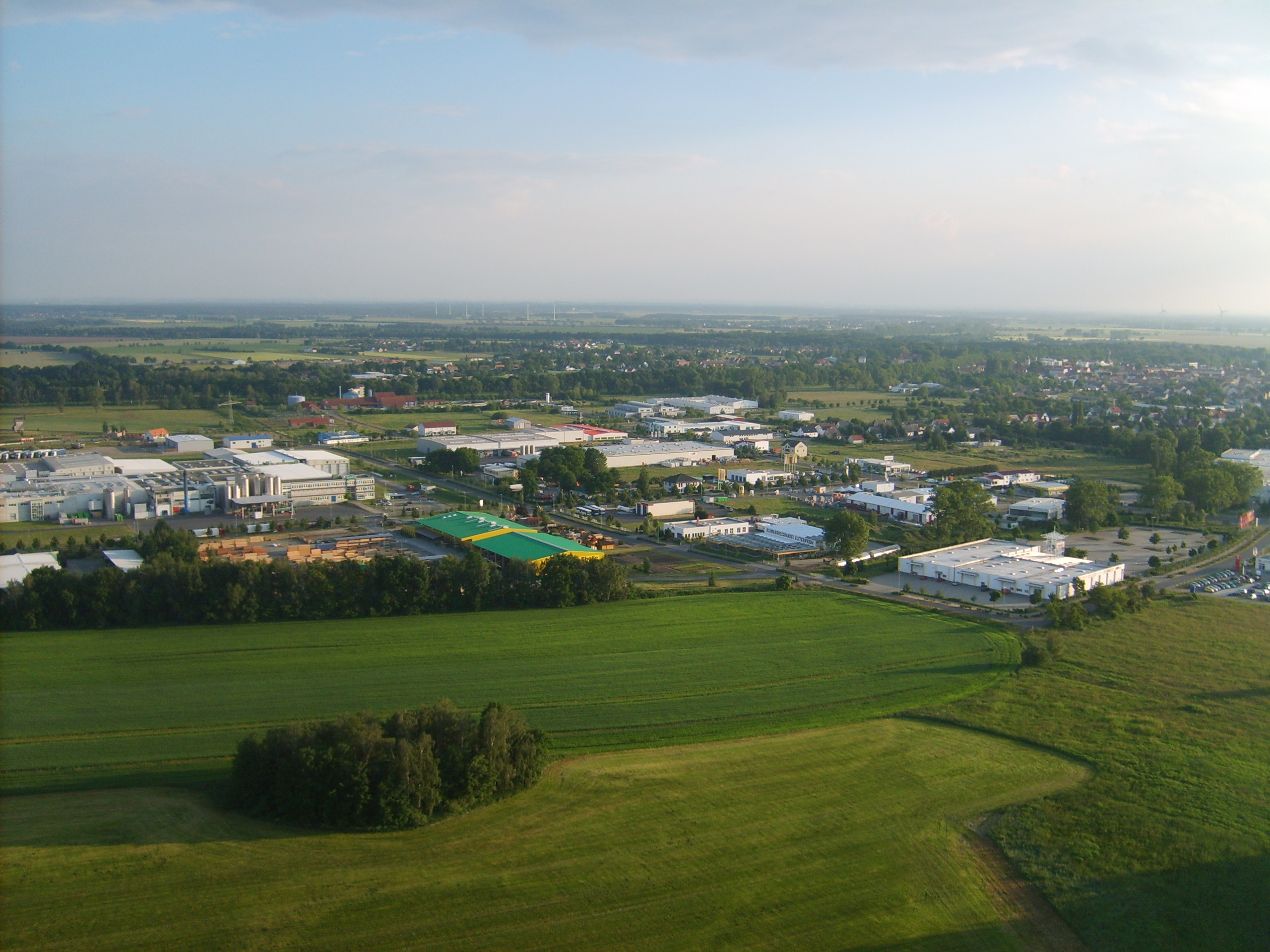
Das Elsterwerdaer Gewerbegebiet Ost

Das sich unmittelbar an der Schwarzen Elster befindliche Klärwerk im Gewerbegebiet Ost in Elsterwerda wurde offiziell am 1. November 1994 in Betrieb genommen. Hier werden die Abwässer aus den östlichen Orten des Verbundes Elsterwerda, Plessa, Hohenleipisch, Döllingen, Dreska, Kahla, Würdenhain, Haida, Saathain, Kraupa, Prösen und Wainsdorf gereinigt.
Der etwa 60 Millionen D-Mark kostende Bau des Elsterwerdaer Klärwerks geriet frühzeitig in die Kritik. Es war eines der ersten wichtigen infrastrukturellen Bauwerke die in Elsterwerda nach der Wende neu errichtet wurden. Mit einer ursprünglich geplanten Kapazität, von 240000 Einwohnergleichwerten, wobei allerdings nur 35000 Einwohnergleichwerte für die anzuschließenden Haushalte gedacht waren, galt es als deutlich überdimensioniert. Die restliche Kapazitäten sollten durch sich nun im neu entstandenen Gewerbegebiet anzusiedelnde Großunternehmen genutzt werden. Diese Hoffnung erfüllte sich später allerdings nicht.
Tatsächlich war es wohl auch so, dass das Klärwerk eine der Grundvoraussetzungen für die Ansiedlung des Elsterwerdaer Milchwerks war, dessen Bau damals durch den März-Konzern erfolgte. Und wenn auch das 152 Hektar umfassende Gewerbegebiet Ost in der Gegenwart im Wesentlichen zu einem Großteil ausgelastet ist, weitere Ansiedlungen von Großunternehmen mit einem hohen Wasserbedarf, insbesondere durch den bereits 1996 in Konkurs gegangenen und inzwischen komplett zerschlagenen März-Konzern, blieben in der Folgezeit aus.  Die Einwohnerzahl in Elsterwerda und Umgebung ging seit der Errichtung des Klärwerks, entgegen damaliger Erwartungen drastisch zurück. Allein in Elsterwerda fiel die Einwohnerzahl von 10.726 im Jahre 1994 auf 8.161 im Jahre 2014.
Ein etwa 3000 m³ Biomasse fassender Faulturm, mit welchem Gas erzeugt werden kann und dessen Betrieb als bisher unwirtschaftlich betrachtet wurde, wird Mitte 2016 über 20 Jahre nach seiner Errichtung in Betrieb gehen.

## Publikationen
Der WAV Elsterwerda ist Herausgeber der „Lausitzer Wasserzeitung“, dessen redaktionelle Betreuung die Berliner Agentur Spree-PR übernommen hat. Das anzeigenfreie Kundeninformationsblatt erscheint vierteljährlich und wird kostenlos an alle Haushalte im Verbandsgebiet verteilt.